# Tistronklobb
Tistronklobb är ett skär i Åland (Finland). Det ligger i Skärgårdshavet och i kommunen Kumlinge i landskapet Åland, i den sydvästra delen av landet. Ön ligger omkring 51 kilometer nordöst om Mariehamn och omkring 230 kilometer väster om Helsingfors.
Öns area är 3,6 hektar och dess största längd är 300 meter i öst-västlig riktning. Trakten är glest befolkad. Närmaste större samhälle är Brändö, 19,5 km öster om Tistronklobb.